# Gorenja Brezovica, Brezovica
Gorenja Brezovica je naselje v Občini Brezovica.